# Leucania rosadia
Leucania rosadia är en fjärilsart som beskrevs av Max Wilhelm Karl Draudt 1950. Leucania rosadia ingår i släktet Leucania och familjen nattflyn. Inga underarter finns listade i Catalogue of Life.